# Arco di trionfo (Alessandria)
L'Arco di Trionfo, anche noto come Arco di Marengo, è un monumento storico settecentesco di Alessandria, situato in Piazza Giacomo Matteotti, già Piazza Genova.

## Storia
L'arco fu costruito nel 1768 da Giuseppe Caselli per ricordare la visita, avvenuta tre anni prima, del Re di Sardegna Vittorio Amedeo III e della sua consorte Maria Antonia Ferdinanda di Borbone. All'epoca faceva parte di un'ampia zona di passeggio con viali alberati in corrispondenza della Porta di Marengo, da cui l'arco prese il nome; il passeggio fu poi trasformato in piazza d'armi nel corso dell'Ottocento, di cui prese il posto Piazza Genova. L'arco si trova così isolato e astratto dal suo contesto originario: al giorno d'oggi è situato al centro della rotonda che divide Via Marengo da Via Dante Alighieri, con la facciata verso quest'ultima.
L'arco di Marengo è stato sottoposto a tre differenti restauri, nel 1843, 1879 e 1968; negli ultimi tempi è stato istituito un comitato per la promozione di un ulteriore restauro, reso necessario dallo stato di conservazione dell'arco stesso, e principalmente dalle cadute di vaste aree di intonaco nella zona inferiore. Quest'ultimo restauro è terminato nel 2022.

## Descrizione
L'arco di trionfo è costruito in mattoni, con l'intonaco soprastante che ne riproduce il colore e la trama, dando l'impressione che siano lasciati a vista, e con alcuni elementi (i capitelli delle lesene, le cornici, i vasi) di bianco. L'alto zoccolo basale è in mattoni a vista. Presenta un solo fornice ed è organizzato su due ordini. Il primo presenta un'arcata a tutto sesto incorniciata da due lesene doriche e sormontata da un architrave con fregio a triglifi e timpano triangolare spezzato; essa è affiancata da due pilastri liberi a base quadrangolare sui quali termina l'architrave. Il secondo ordine è costituito da due lesene, alte la metà di quelle inferiori, che sorreggono un timpano arcuato spezzato nel geison orizzontale; l'attico è affiancato da due vasi posti in corrispondenza dei due pilastri laterali dell'ordine inferiore.
I due lati dell'attico, nello spazio tra le lesene, sono imbiancati per ospitare due iscrizioni: quella sul fronte, verso via Dante, è a ricordo del restauro avvenuto nel 1968 in occasione degli ottocento anni di Alessandria, con sopra lo stemma della città; quella sulla facciata posteriore è un'epigrafe celebrativa in latino coeva alla costruzione dell'arco, che ricorda la visita dei regnanti. Il fronte verso la città presentava originariamente lo stemma sabaudo, poi sostituito da quello del comune, nuovamente sostituito con una versione più piccola per fare spazio all'iscrizione nel 1968.
Lo stemma della squadra di calcio della città, l'Alessandria, riproduce nella lettera A la forma dell'arco fin dalla sua prima versione del 1920.

## Galleria d'immagini

L'arco in una vecchia fotografia
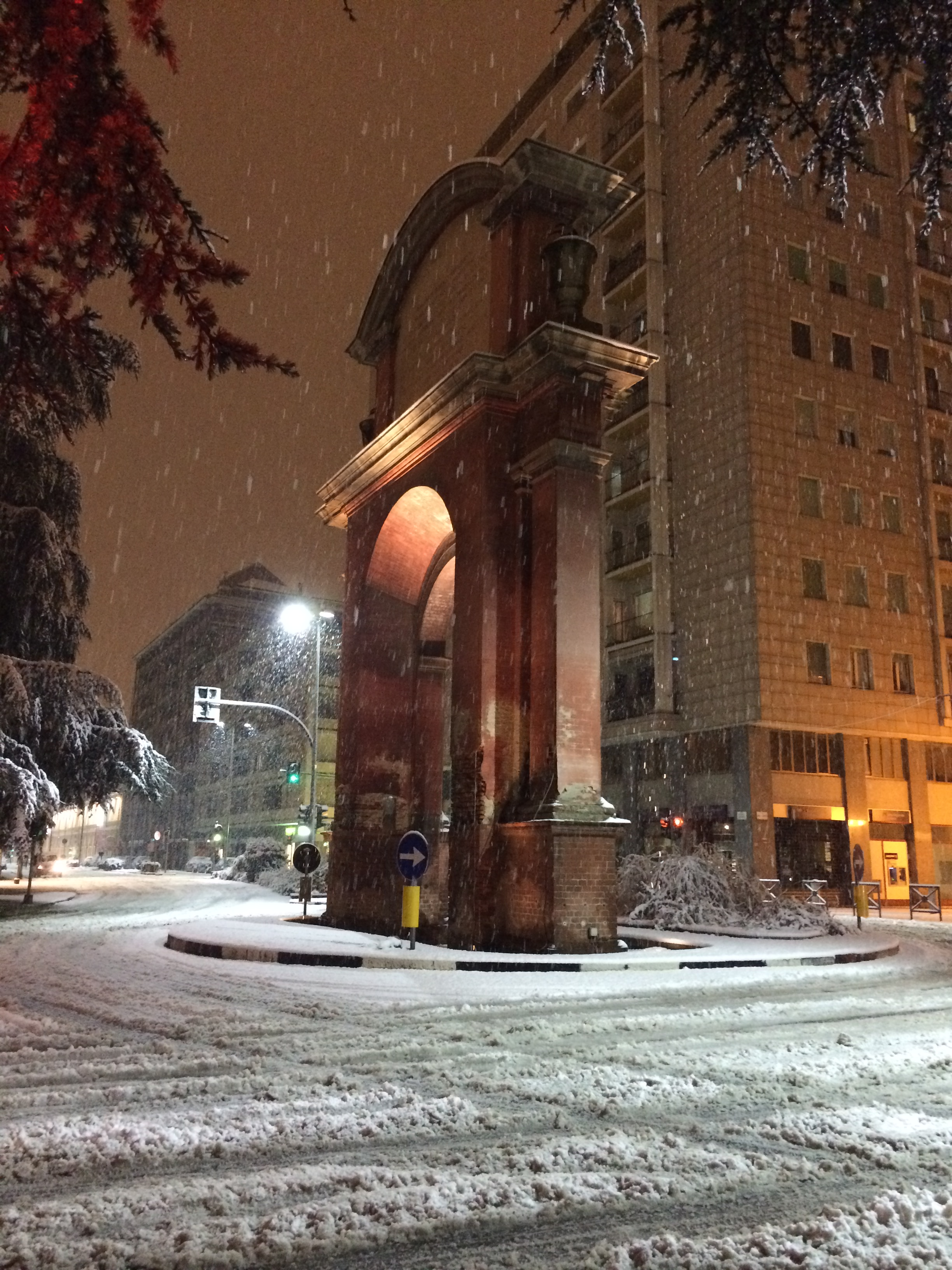
La facciata posteriore dell'arco con la neve
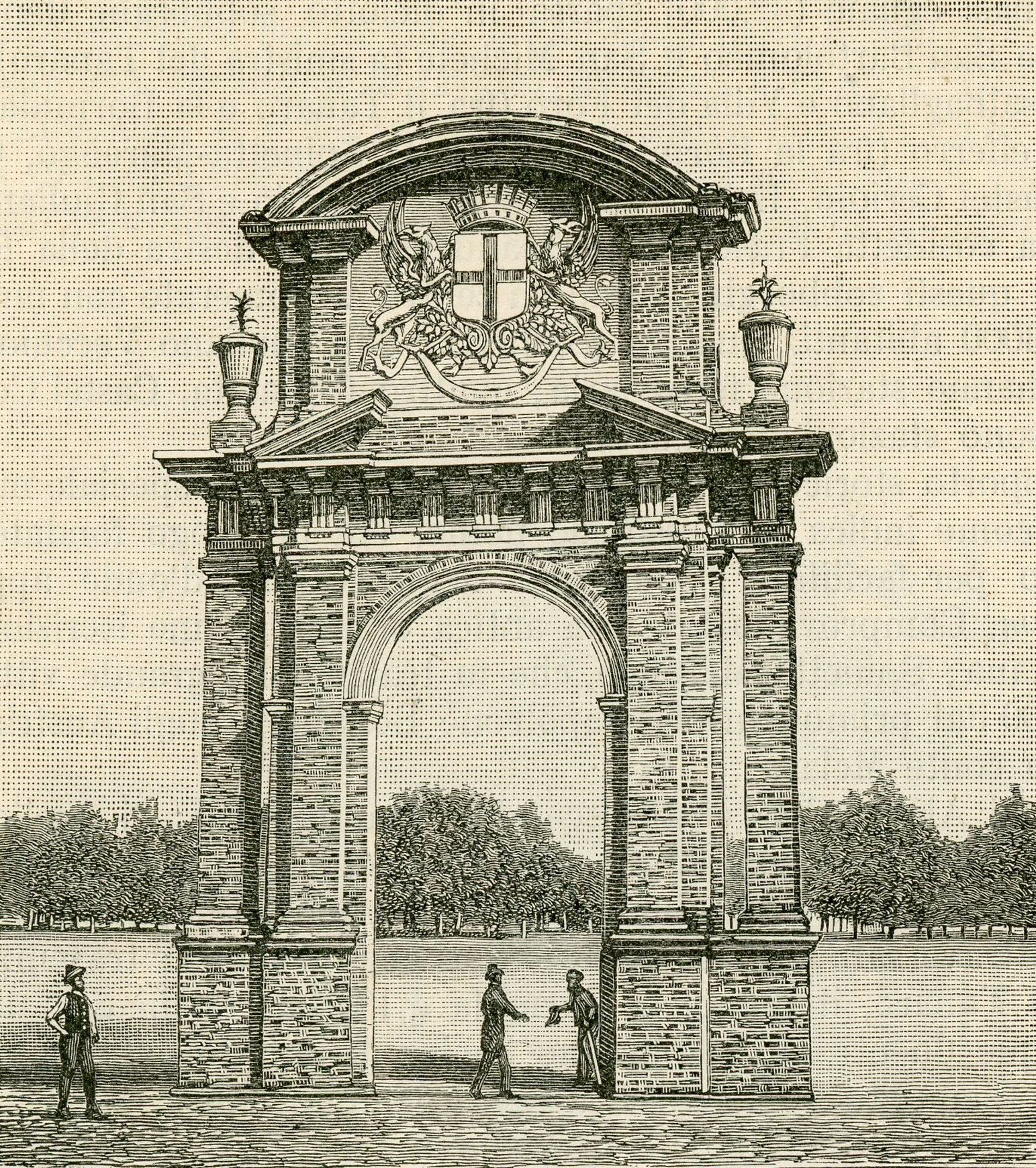
L'arco di trionfo in un'incisione di fine Ottocento
Lo stemma dell'Alessandria Calcio, con la lettera A che richiama la forma dell'arco di trionfo cittadino